# Patrice Roy
Pour les articles homonymes, voir Roy.
Patrice Roy, né le 25 février 1963, est un présentateur de journal canadien. Il anime depuis 2008 Le Téléjournal Grand Montréal 18 h. Il est le père du vidéaste Émile Roy, né en 1999.

## Biographie

### Jeunesse
Patrice Roy, fils du journaliste Michel Roy, grandit à Côte-des-Neiges, à Montréal. À l'âge de 6 ans, Patrice a dû se faire opérer à la hanche à cause d'une maladie qui rendait le fémur très mou. Il fréquente le collège Jean-de-Brébeuf, puis l'Université de Montréal.

### Carrière
Après des débuts en 1985 à CISM, la radio étudiante de l'Université de Montréal, il a été recherchiste pour la maison de production Pixcom à l'émission d'information internationales Table Rase, diffusée à Radio-Québec.
Il est apparu à la Télévision de Radio-Canada pour la première fois en 1989 comme reporter d'affaires publiques à Enjeux. Il s’est ensuite joint à la salle des nouvelles à Montréal, où il a couvert entre autres le monde municipal. Il a été correspondant parlementaire à Québec dès 1997, puis à Ottawa à partir de 2000. Il a été le chef de bureau de la colline du Parlement canadien entre 2005 et 2008. Il a cosigné avec Michel Cormier, War Rooms, un documentaire sur les coulisses des centres de décision stratégiques du Parti libéral et du Parti québécois.
Il a survécu à une attaque des talibans le 22 août 2007 alors qu'il était avec les Forces canadiennes en tant que correspondant pour Radio-Canada. Deux soldats canadiens sont morts lors de cette attaque.
Depuis la fin de l'été 2008, il anime Le Téléjournal Grand Montréal 18 h, le journal télévisé local de la Télévision de Radio-Canada dans la région du Grand Montréal.
Présent à Paris le 13 novembre 2015 pour des congés privés, il a animé une émission spéciale consacrée aux attentats depuis la capitale française, pour une émission spéciale de deux heures à l'antenne de ICI RDI.
Par ailleurs, il présente actuellement deux heures d'information sur les antennes du service public : En Direct avec Patrice Roy sur ICI RDI à 17 h, heure de l'est, depuis 2014, et toujours le Le Téléjournal Grand Montréal 18 h sur ICI Radio-Canada Télé.

## Distinctions
- 1992 - Prix Gémeaux : Meilleure équipe de reportage, Les enfants de la rue
- Prix Mireille-Lanctôt, documentaire sur la religion en URSS
- 2004 - Prix de la Relève du Collège Jean-de-Brébeuf